# Kantatie 44
La Kantatie 44 (in svedese Stamväg 44) è una strada principale finlandese. Ha inizio a Sastamala e si dirige verso nord, dove si conclude dopo 150 km nei pressi di Kauhajoki.

## Percorso
La Kantatie 44 tocca i comuni di Pori, Kankaanpää e Honkajoki.